# Robert Alan Browne
Robert Alan Browne – amerykański aktor filmowy i telewizyjny. Jedną z pierwszych poważnych, głównych ról odegrał w podrzędnym filmie The Mummy and the Curse of the Jackals w 1969 roku. Jest najbardziej znany z występów w serialu telewizyjnym stacji NBC Santa Barbara jako John Perkins, a także w Psychozie II i jej sequelu: Psychozie III w roli Ralpha Statlera. Karierę aktorską zakończył w 1995 roku.

## Wyselekcjonowana filmografia
- 1995: Nowojorscy gliniarze (NYPD Blue) jako Carl Schelzo
- 1994: Jedwabne pończoszki (Silk Stalkings) jako William Swift
- 1992: Przegrany glina (From the Files of Joseph Wambaugh: A Jury of One) jako kapitan Chester
- 1992: Zabić bez skrupułów: Historia Aileen Wuornos (Overkill: The Aileen Wuornos Story) jako biznesmen
- 1989–1992: Napisała: morderstwo (Murder, She Wrote) jako Bronsky/Frank Coyle
- 1991: Columbo: Śmiertelna wygrana (Columbo: Death Hits the Jackpot) jako detektyw Lancer
- 1991: Sensowne wątpliwości (Reasonable Doubts) jako Joe Lockman
- 1991: Skrzydła (Wings) jako pan Beekman
- 1990: Alien Nation jako pracownik sklepu
- 1989: Amityville 4 - Ucieczka Diabła (Amityville: The Evil Escapes) jako Donald McTear
- 1987: J. Edgar Hoover jako Gaston Means
- 1986: Heart of the City: Film jako detektyw Stanley
- 1986-1987: Heart of the City jako detektyw Stanley Bumford
- 1986: Psychoza 3 (Psycho III) jako Ralph Statler
- 1984: Santa Barbara jako John Perkins
- 1984: Fleshburn jako Jim Brody
- 1983: Psychoza 2 (Psycho II) jako Ralph Statler
- 1982: Słodki chłopak (Honeyboy) jako Ingalls
- 1969: The Mummy and the Curse of the Jackals jako Bob